# قائمة سفراء دولة فلسطين لدى الإمارات
سفير دولة فلسطين لدى الإمارات العربية المتحدة هو ممثل دولة فلسطين الرسمي لدى دولة الإمارات العربية المتحدة. يقع مقر السفارة الفلسطينية في أبو ظبي، ومقر القنصلية في دبي، ويشغل منصب السفير حاليًا عصام توفيق محمد مصالحة منذ عام 2015.

## قائمة السفراء
| رئيس البعثة الدبلوماسية | تاريخ الاعتماد الدبلوماسي | تاريخ الانتهاء | رئيس منظمة التحرير الفلسطينية | رئيس الإمارات                                                        | ملاحظات |
| --- | ------------------------- | -------------- | ----------------------------- | -------------------------------------------------------------------- | --- |
| اُفتتح مكتب ممثلية منظمة التحرير الفلسطينية في أبو ظبي عام 1968، وقد تناوب عليه العديد من الشخصيات حتى حُولت في عام 1988 إلى سفارة دولة فلسطين لدى الإمارات العربية المتحدة |                           |                |                               |                                                                      | |
| جميل إسماعيل حسن الرمحي | 1968                      | غ/م            |                               |                                                                      | |
| غ/م |                           |                |                               |                                                                      | |
| ربحي جمعة حلُّوم حجازي | 1978                      | 1979           | ياسر عرفات                    | زايد بن سلطان آل نهيان                                               | كان مديرًا لمكتب منظمة التحرير الفلسطينية لدى البرازيل وأفغانستان بين عامي 1972 و1977. لاحقًا صار مديرًا لمكتبها لدى تركيا، وإندونيسيا بين عامي 1979 و1991.                                           |
| غ/م |                           |                | ياسر عرفات                    | زايد بن سلطان آل نهيان                                               | |
| أنيس عبد عبد الله الخطيب | غ/م                       | 1989           | ياسر عرفات                    | زايد بن سلطان آل نهيان                                               | |
| خالد توفيق عبد الخالق ملك | 1989                      | 2005           | ياسر عرفات محمود عباس         | زايد بن سلطان آل نهيان مكتوم بن راشد آل مكتوم خليفة بن زايد آل نهيان | عُين في عام 1989 مديرًا لمكتب منظمة التحرير الفلسطينية لدى الإمارات، وفي 22 ديسمبر 1994 كُلف بمهام تمثيل السلطة الوطنية الفلسطينية لدى الإمارات.                                                      |
| خيري ناجي عبد الفتاح العريدي | 10 أبريل 2006             | 2013           | محمود عباس                    | خليفة بن زايد آل نهيان                                               | كان سفيرًا لدولة فلسطين لدى روسيا بين عامي 1996 و2005. |
| عصام توفيق محمد مصالحة | 15 مارس 2015              | 2020           | محمود عباس                    | خليفة بن زايد آل نهيان                                               | كان سفيرًا لدولة فلسطين لدى ألبانيا بين عامي 2010 و2013. عُين في عام 2013 قنصلًا عامًا لدولة فلسطين لدى إمارة دبي. نتيجة الاتفاق الإماراتي الإسرائيلي، سحبت دولة فلسطين سفيرها بين أغسطس ونوفمبر 2020. |
| حمدان نزال (قائم بالأعمال) | 2020                      | 2022           | محمود عباس                    | خليفة بن زايد آل نهيان                                               | |
| علي يونس (قائم بالأعمال) | 10 أغسطس 2022             | 2025           | محمود عباس                    | محمد بن زايد آل نهيان                                                | |
| عبير رمحي | 2025                      | لا تزال        | محمود عباس                    | محمد بن زايد آل نهيان                                                | |

## قائمة القناصل
قئمة قناصل فلسطين في دبي
- سليم أبو سلطان (1995–2008)
- علي يونس